# Cimolais
Cimolais – miejscowość i gmina we Włoszech, w regionie Friuli-Wenecja Julijska, w prowincji Pordenone.
Według danych na rok 2004 gminę zamieszkiwało 465 osób, 4,6 os./km².